# Попово-Слобідська волость
Попово-Слобідська волость — адміністративно-територіальна одиниця Путивльського повіту Курської губернії.
Станом на 1886 рік — складалася з 3 поселень, 9 сільських громад. Населення — 5475 осіб (2782 чоловічої статі та 2653 — жіночої), 786 дворових господарств.
|                     | Площа, десятин | У тому числі орної, дес. |
| ------------------- | -------------- | ------------------------ |
| Сільських громад    | 3890           | 3436                     |
| Приватної власності | 4547           | 3813                     |
| Іншої власності     | 38             | 33                       |
| Загалом             | 8475           | 7282                     |

Поселення волості:
- Попова Слобода — колишнє власницьке село за 22 версти від повітового міста, 3081 особа, 497 дворів, православна церква, школа, богодільня, лавка.
- Леонтіївське — колишнє власницьке сільце, 934 особи, 150 дворів.
- Тернова — колишнє власницьке село при річці Терн, 902 особи, 139 дворів.